# Netzahualcóyotl (Baja California)
Netzahualcóyotl o Ejido Netzahualcóyotl, es una localidad mexicana del estado de Baja California, dentro del municipio de Mexicali y contaba con una población de 1064 habitantes en el año 2010. A finales del 2001 se le consideraba en el ámbito municipal, como un ejido y pertenece a la delegación Benito Juárez.

## Toponimia
Netzahualcóyotl, recibe su nombre como un homenaje al tlatoani Acolmitztli-Nezahualcóyotl, el cual es considerado como un personaje esclarecido y de relevancia histórica en el periodo prehispánico de México a grado tal que su efigie es el motivo principal en los billetes mexicanos de 100 pesos.

## Geografía
Según datos del INEGI, se encuentra ubicada en las coordenadas 32°37'31" de latitud norte y 115°32'6" de longitud oeste; El poblado se encuentra en la zona norte-centro del valle de Mexicali. Su vía principal la constituye la carretera estatal 89  que conecta hacia el sur a 1 km de distancia con la carretera estatal 8, que recorre el municipio conectando la ciudad de Mexicali y los ejidos Islas Agrarias A y B en el oeste con Los Algodones en el extremo este. Por la citada carretera estatal 8 hacia el oeste, aproximadamente a 5 km de distancia,  se encuentra el poblado del ejido Yucatán; y al oeste dista 3.32 km de  Lázaro Cárdenas. Netzahualcóyotl se sitúa en el línde septentrional de los terrenos cultivables del valle de Mexicali, más al norte de los cuales se encuentra la Mesa de Andrade, la cual constituye parte de los médanos del desierto del Colorado.